# Campionato europeo maschile under 21 di calcio
Il campionato europeo maschile under 21 di calcio (en. UEFA European Under-21 Championship) è una competizione calcistica organizzata dall'UEFA, l'organo amministrativo del calcio europeo.
Il torneo si svolge con cadenza biennale e mette a confronto le migliori squadre nazionali di calcio a livello europeo composte da calciatori Under-21, cioè atleti che, alla data di inizio della fase di qualificazione, hanno al massimo ventuno anni.
Le nazionali più titolate sono l'Italia e la Spagna, campioni d'Europa per cinque volte ciascuna. L'Italia inoltre vanta il maggior numero di partecipazioni (23) e di edizioni consecutive vinte (3).

## Storia
Dal 1967 al 1970, anno in cui l'UEFA istituì la prima competizione di categoria a livello europeo, si disputò la Challenge Cup, una competizione rivolta ai calciatori di età inferiore ai ventitré anni. A partire dal 1970 la formula cambiò, assumendo la denominazione di Competizione europea Under-23 e coinvolgendo un maggior numero di squadre.
Nel 1976 l'UEFA cambiò la categoria in Under-21 e continuò fino al 1986, quando assunse l'attuale denominazione.
Nel 1994 fu introdotta la fase finale in sede unica, con quattro squadre qualificate per le semifinali. Finora, solo la nazionale olandese è riuscita a vincere l'edizione del torneo che ha ospitato.
Nel 1998 la fase finale fu allargata ad otto squadre qualificate per i quarti di finale.
Nel 2000 fu introdotta la fase a gironi con due gruppi di quattro squadre, con le due vincenti dei gironi che accedevano direttamente alla finale.
Nel 2002 furono introdotte le semifinali incrociate tra le prime due classificate dei gironi.
Dal 2007 la competizione si svolge negli anni dispari per evitare coincidenze con le manifestazioni destinate alla nazionali maggiori.
Dall'edizione 2017 le squadre partecipanti sono diventate dodici e la formula quindi viene leggermente variata: i gironi aumentano da due a tre, ma a passare al turno ad eliminazione diretta sono sempre quattro squadre, ossia le prime classificate e la migliore seconda.
Dall'edizione 2021 le squadre partecipanti sono diventate sedici. I gironi aumentano da tre a quattro, con le prime due classificate che accedono alla fase ad eliminazione diretta a partire dai quarti di finale.

## Regolamento
Per accedere alla fase finale è necessario passare attraverso gironi di qualificazione stilati in base alle classifiche UEFA. Al termine della prima fase accedono alla fase finale quindici squadre più la nazione ospitante, precedentemente scelta. Le sedici finaliste vengono divise in quattro gironi da quattro squadre ciascuno: le prime due di ogni girone accedono alla fase ad eliminazione diretta a partire dai quarti di finale fino alla finale. La formula attuale è adottata a partire dall'edizione 2021.

## Albo d'oro

### Challenge Cup (Under-23)
La Challenge Cup era basata su di una formula molto semplice, simile a quella adottata nei titoli mondiali di pugilato: il titolo era messo in palio tra la squadra detentrice ed una squadra sfidante, con cadenza non prestabilita. Questo formato fu però presto abbandonato.

### Campionato europeo Under-23
Venne disputato solo tre volte prima che la UEFA cambiasse la categoria.
| Anno | Ospitante       | Finale           | Finale              | Finale           | Terzo posto   | Terzo posto   | Terzo posto   | Num. |
| Anno | Ospitante       | Vincitore        | Risultato           | 2º posto         | 3º posto      | Risultato     | 4º posto      | Num. |
| ---- | --------------- | ---------------- | ------------------- | ---------------- | ------------- | ------------- | ------------- | ---- |
| 1972 | Mosca Ostrava   | Cecoslovacchia   | 2 - 2 3 - 1 (5 - 3) | Unione Sovietica | Non disputata | Non disputata | Non disputata | 8    |
| 1974 | Dresda Budapest | Ungheria         | 2 - 3 4 - 0 (6 - 3) | Germania Est     | Non disputata | Non disputata | Non disputata | 8    |
| 1976 | Budapest Mosca  | Unione Sovietica | 1 - 1 2 - 1 (3 - 2) | Ungheria         | Non disputata | Non disputata | Non disputata | 8    |

### Campionato europeo Under-21
Dal 1994 viene disputata la fase finale presso una nazione ospitante.
| Anno | Ospitante            | Finale           | Finale                          | Finale              | Terzo posto   | Terzo posto   | Terzo posto   | Num. |
| Anno | Ospitante            | Vincitore        | Risultato                       | 2º posto            | 3º posto      | Risultato     | 4º posto      | Num. |
| ---- | -------------------- | ---------------- | ------------------------------- | ------------------- | ------------- | ------------- | ------------- | ---- |
| 1978 | Halle Mostar         | Jugoslavia       | 1 - 0 4 - 4 (5 - 4)             | Germania Est        | Non disputata | Non disputata | Non disputata | 8    |
| 1980 | Rostock Mosca        | Unione Sovietica | 0 - 0 1 - 0 (1 - 0)             | Germania Est        | Non disputata | Non disputata | Non disputata | 8    |
| 1982 | Sheffield Brema      | Inghilterra      | 3 - 1 2 - 3 (5 - 4)             | Germania Ovest      | Non disputata | Non disputata | Non disputata | 8    |
| 1984 | Siviglia Sheffield   | Inghilterra      | 1 - 0 2 - 0 (3 - 0)             | Spagna              | Non disputata | Non disputata | Non disputata | 8    |
| 1986 | Roma Valladolid      | Spagna           | 1 - 2 2 - 1 (3 - 3) 3 - 0 (dtr) | Italia              | Non disputata | Non disputata | Non disputata | 8    |
| 1988 | Parigi Atene         | Francia          | 0 - 0 3 - 0 (3 - 0)             | Grecia              | Non disputata | Non disputata | Non disputata | 8    |
| 1990 | Sarajevo Sinferopoli | Unione Sovietica | 4 - 2 3 - 1 (7 - 3)             | Jugoslavia          | Non disputata | Non disputata | Non disputata | 8    |
| 1992 | Ferrara Växjö        | Italia           | 2 - 0 0 - 1 (2 - 1)             | Svezia              | Non disputata | Non disputata | Non disputata | 8    |
| 1994 | Francia              | Italia           | 1 - 0 (dts) gg                  | Portogallo          | Spagna        | 2 - 1         | Francia       | 8    |
| 1996 | Spagna               | Italia           | 1 - 1 (dts) 4 - 2 (dtr)         | Spagna              | Francia       | 1 - 0         | Scozia        | 8    |
| 1998 | Romania              | Spagna           | 1 - 0                           | Grecia              | Norvegia      | 2 - 0         | Paesi Bassi   | 8    |
| 2000 | Slovacchia           | Italia           | 2 - 1                           | Rep. Ceca           | Spagna        | 1 - 0         | Slovacchia    | 8    |
| 2002 | Svizzera             | Rep. Ceca        | 0 - 0 (dts) 3 - 1 (dtr)         | Francia             | Non disputata | Non disputata | Non disputata | 8    |
| 2004 | Germania             | Italia           | 3 - 0                           | Serbia e Montenegro | Portogallo    | 3 - 2 (dts)   | Svezia        | 8    |
| 2006 | Portogallo           | Paesi Bassi      | 3 - 0                           | Ucraina             | Non disputata | Non disputata | Non disputata | 8    |
| 2007 | Paesi Bassi          | Paesi Bassi      | 4 - 1                           | Serbia              | Non disputata | Non disputata | Non disputata | 8    |
| 2009 | Svezia               | Germania         | 4 - 0                           | Inghilterra         | Non disputata | Non disputata | Non disputata | 8    |
| 2011 | Danimarca            | Spagna           | 2 - 0                           | Svizzera            | Bielorussia   | 1 - 0         | Rep. Ceca     | 8    |
| 2013 | Israele              | Spagna           | 4 - 2                           | Italia              | Non disputata | Non disputata | Non disputata | 8    |
| 2015 | Rep. Ceca            | Svezia           | 0 - 0 (dts) 4 - 3 (dtr)         | Portogallo          | Non disputata | Non disputata | Non disputata | 8    |
| 2017 | Polonia              | Germania         | 1 - 0                           | Spagna              | Non disputata | Non disputata | Non disputata | 12   |
| 2019 | Italia               | Spagna           | 2 - 1                           | Germania            | Non disputata | Non disputata | Non disputata | 12   |
| 2021 | Ungheria e Slovenia  | Germania         | 1 - 0                           | Portogallo          | Non disputata | Non disputata | Non disputata | 16   |
| 2023 | Romania e Georgia    | Inghilterra      | 1 - 0                           | Spagna              | Non disputata | Non disputata | Non disputata | 16   |
| 2025 | Slovacchia           | Inghilterra      | 3 - 2 (dts)                     | Germania            | Non disputata | Non disputata | Non disputata | 16   |

### Medagliere
Dati aggiornati all'edizione 2025.
| Paese            | Oro | Argento | Bronzo | Totale |
| ---------------- | --- | ------- | ------ | ------ |
| Spagna           | 5   | 4       | 2      | 11     |
| Italia           | 5   | 2       | 0      | 7      |
| Inghilterra      | 4   | 1       | 0      | 5      |
| Germania         | 3   | 3       | 0      | 6      |
| Unione Sovietica | 2   | 0       | 0      | 2      |
| Paesi Bassi      | 2   | 0       | 0      | 2      |
| Serbia           | 1   | 3       | 0      | 4      |
| Francia          | 1   | 1       | 1      | 3      |
| Rep. Ceca        | 1   | 1       | 0      | 2      |
| Svezia           | 1   | 1       | 0      | 2      |
| Portogallo       | 0   | 3       | 1      | 4      |
| Germania Est     | 0   | 2       | 0      | 2      |
| Grecia           | 0   | 2       | 0      | 2      |
| Ucraina          | 0   | 1       | 0      | 1      |
| Svizzera         | 0   | 1       | 0      | 1      |
| Norvegia         | 0   | 0       | 1      | 1      |
| Bielorussia      | 0   | 0       | 1      | 1      |

## Partecipazioni e prestazioni nelle fasi finali
Legenda
- 1ª – Campione
- 2ª – Secondo posto
- 3ª – Terzo posto
- 4ª – Quarto posto
- SF – Semifinale

- QF – Quarti di finale
- FG – Fase a gironi
- Q – Qualificata per il prossimo torneo
- – Nazione ospitante

- •  – Non qualificata
- – Non partecipa alle qualificazioni
- ×  – Ritirata prima della qualificazione / bandito

| Nazionale          | 1978 (8)                   | 1980 (8)                   | 1982 (8)                   | 1984 (8)                   | 1986 (8)                   | 1988 (8)                   | 1990 (8)                   | 1992 (8)                   | 1994 (8)                   | 1996 (8)             | 1998 (8)             | 2000 (8)             | 2002 (8)             | 2004 (8)             | 2006 (8)             | 2007 (8)             | 2009 (8)             | 2011 (8)             | 2013 (8)             | 2015 (8)             | 2017 (12)            | 2019 (12)            | 2021 (16)            | 2023 (16)            | 2025 (16)            | Totale |
| ------------------ | -------------------------- | -------------------------- | -------------------------- | -------------------------- | -------------------------- | -------------------------- | -------------------------- | -------------------------- | -------------------------- | -------------------- | -------------------- | -------------------- | -------------------- | -------------------- | -------------------- | -------------------- | -------------------- | -------------------- | -------------------- | -------------------- | -------------------- | -------------------- | -------------------- | -------------------- | -------------------- | ------ |
| Albania            | ×                          | ×                          | ×                          | QF                         | •                          | •                          | •                          | •                          | •                          | ×                    | •                    | •                    | •                    | •                    | •                    | •                    | •                    | •                    | •                    | •                    | •                    | •                    | •                    | •                    | •                    | 1      |
| Austria            | •                          | ×                          | •                          | •                          | •                          | •                          | •                          | •                          | •                          | •                    | •                    | •                    | •                    | •                    | •                    | •                    | •                    | •                    | •                    | •                    | •                    | FG                   | •                    | •                    | •                    | 1      |
| Bielorussia        | Parte dell'URSS            | Parte dell'URSS            | Parte dell'URSS            | Parte dell'URSS            | Parte dell'URSS            | Parte dell'URSS            | Parte dell'URSS            | Parte dell'URSS            | ×                          | •                    | •                    | •                    | •                    | FG                   | •                    | •                    | FG                   | 3ª                   | •                    | •                    | •                    | •                    | •                    | •                    | •                    | 3      |
| Belgio             | •                          | •                          | •                          | •                          | •                          | •                          | •                          | •                          | •                          | •                    | •                    | •                    | FG                   | •                    | •                    | SF                   | •                    | •                    | •                    | •                    | •                    | FG                   | •                    | FG                   | •                    | 4      |
| Bulgaria           | SF                         | •                          | •                          | •                          | •                          | •                          | QF                         | •                          | •                          | •                    | •                    | •                    | •                    | •                    | •                    | •                    | •                    | •                    | •                    | •                    | •                    | •                    | •                    | •                    | •                    | 2      |
| Croazia            | Parte della Jugoslavia     | Parte della Jugoslavia     | Parte della Jugoslavia     | Parte della Jugoslavia     | Parte della Jugoslavia     | Parte della Jugoslavia     | Parte della Jugoslavia     | ×                          | ×                          | •                    | •                    | FG                   | •                    | FG                   | •                    | •                    | •                    | •                    | •                    | •                    | •                    | FG                   | QF                   | FG                   | •                    | 5      |
| Rep. Ceca1         | QF                         | QF                         | •                          | •                          | •                          | QF                         | QF                         | QF                         | QF                         | QF                   | •                    | 2ª                   | 1ª                   | •                    | •                    | FG                   | •                    | 4ª                   | •                    | FG                   | FG                   | •                    | FG                   | FG                   | FG                   | 16     |
| Danimarca          | QF                         | •                          | •                          | •                          | QF                         | •                          | •                          | SF                         | •                          | •                    | •                    | •                    | •                    | •                    | FG                   | •                    | •                    | FG                   | •                    | SF                   | FG                   | FG                   | QF                   | •                    | QF                   | 10     |
| Germania Est       | 2ª                         | 2ª                         | •                          | •                          | •                          | •                          | •                          | Parte della Germania       | Parte della Germania       | Parte della Germania | Parte della Germania | Parte della Germania | Parte della Germania | Parte della Germania | Parte della Germania | Parte della Germania | Parte della Germania | Parte della Germania | Parte della Germania | Parte della Germania | Parte della Germania | Parte della Germania | Parte della Germania | Parte della Germania | Parte della Germania | 2      |
| Inghilterra        | SF                         | SF                         | 1ª                         | 1ª                         | SF                         | SF                         | •                          | •                          | •                          | •                    | •                    | FG                   | FG                   | •                    | •                    | SF                   | 2ª                   | FG                   | FG                   | FG                   | SF                   | FG                   | FG                   | 1ª                   | 1ª                   | 18     |
| Finlandia          | •                          | •                          | •                          | •                          | •                          | •                          | •                          | •                          | •                          | •                    | •                    | •                    | •                    | •                    | •                    | •                    | FG                   | •                    | •                    | •                    | •                    | •                    | •                    | •                    | FG                   | 2      |
| Francia            | •                          | •                          | QF                         | QF                         | QF                         | 1ª                         | •                          | •                          | 4ª                         | 3ª                   | •                    | •                    | 2ª                   | •                    | SF                   | •                    | •                    | •                    | •                    | •                    | •                    | SF                   | QF                   | QF                   | SF                   | 12     |
| Georgia            | Parte dell'URSS            | Parte dell'URSS            | Parte dell'URSS            | Parte dell'URSS            | Parte dell'URSS            | Parte dell'URSS            | Parte dell'URSS            | ×                          | ×                          | •                    | •                    | •                    | •                    | •                    | •                    | •                    | •                    | •                    | •                    | •                    | •                    | •                    | •                    | QF                   | FG                   | 2      |
| Germania2          | ×                          | ×                          | 2ª                         | •                          | •                          | •                          | QF                         | QF                         | •                          | QF                   | QF                   | •                    | •                    | FG                   | FG                   | •                    | 1ª                   | •                    | GS                   | SF                   | 1ª                   | 2ª                   | 1ª                   | FG                   | 2ª                   | 15     |
| Grecia             | •                          | •                          | •                          | •                          | •                          | 2ª                         | •                          | •                          | QF                         | •                    | 2ª                   | •                    | FG                   | •                    | •                    | •                    | •                    | •                    | •                    | •                    | •                    | •                    | •                    | •                    | •                    | 4      |
| Ungheria           | QF                         | QF                         | •                          | •                          | SF                         | •                          | •                          | •                          | •                          | QF                   | •                    | •                    | •                    | •                    | •                    | •                    | •                    | •                    | •                    | •                    | •                    | •                    | FG                   | •                    | •                    | 5      |
| Islanda            | ×                          | ×                          | ×                          | •                          | •                          | •                          | •                          | •                          | •                          | •                    | •                    | •                    | •                    | •                    | •                    | •                    | •                    | FG                   | •                    | •                    | •                    | •                    | FG                   | •                    | •                    | 2      |
| Israele            | Membro dell'OFC            | Membro dell'OFC            | Membro dell'OFC            | Membro dell'OFC            | Membro dell'OFC            | Membro dell'OFC            | Membro dell'OFC            | Membro dell'OFC            | •                          | •                    | •                    | •                    | •                    | •                    | •                    | FG                   | •                    | •                    | FG                   | •                    | •                    | •                    | •                    | SF                   | •                    | 3      |
| Italia             | QF                         | QF                         | QF                         | SF                         | 2ª                         | QF                         | SF                         | 1ª                         | 1ª                         | 1ª                   | •                    | 1ª                   | SF                   | 1ª                   | FG                   | FG                   | SF                   | •                    | 2ª                   | FG                   | SF                   | FG                   | QF                   | FG                   | QF                   | 23     |
| Paesi Bassi        | ×                          | •                          | •                          | •                          | •                          | SF                         | •                          | QF                         | •                          | •                    | 4ª                   | FG                   | •                    | •                    | 1ª                   | 1ª                   | •                    | •                    | SF                   | •                    | •                    | •                    | SF                   | FG                   | SF                   | 10     |
| Macedonia del Nord | Parte della Jugoslavia     | Parte della Jugoslavia     | Parte della Jugoslavia     | Parte della Jugoslavia     | Parte della Jugoslavia     | Parte della Jugoslavia     | Parte della Jugoslavia     | ×                          | ×                          | •                    | •                    | •                    | •                    | •                    | •                    | •                    | •                    | •                    | •                    | •                    | FG                   | •                    | •                    | •                    | •                    | 1      |
| Norvegia           | •                          | •                          | •                          | •                          | •                          | •                          | •                          | •                          | •                          | •                    | 3ª                   | •                    | •                    | •                    | •                    | •                    | •                    | •                    | SF                   | •                    | •                    | •                    | •                    | FG                   | •                    | 3      |
| Polonia            | •                          | •                          | QF                         | QF                         | QF                         | •                          | •                          | QF                         | QF                         | •                    | •                    | •                    | •                    | •                    | •                    | •                    | •                    | •                    | •                    | •                    | FG                   | FG                   | •                    | •                    | FG                   | 8      |
| Portogallo         | •                          | •                          | ×                          | •                          | •                          | •                          | •                          | •                          | 2ª                         | QF                   | •                    | •                    | FG                   | 3ª                   | FG                   | FG                   | •                    | •                    | •                    | 2ª                   | FG                   | •                    | 2ª                   | QF                   | QF                   | 11     |
| Romania            | •                          | •                          | •                          | •                          | •                          | •                          | •                          | •                          | •                          | •                    | QF                   | •                    | •                    | •                    | •                    | •                    | •                    | •                    | •                    | •                    | •                    | SF                   | FG                   | FG                   | FG                   | 5      |
| Russia3            | •                          | 1ª                         | SF                         | •                          | •                          | •                          | 1ª                         | •                          | QF                         | •                    | QF                   | •                    | •                    | •                    | •                    | •                    | •                    | •                    | FG                   | •                    | •                    | •                    | FG                   | ×                    | ×                    | 7      |
| Scozia             | •                          | QF                         | SF                         | QF                         | •                          | QF                         | •                          | SF                         | •                          | 4ª                   | •                    | •                    | •                    | •                    | •                    | •                    | •                    | •                    | •                    | •                    | •                    | •                    | •                    | •                    | •                    | 6      |
| Serbia4            | 1ª                         | SF                         | •                          | SF                         | •                          | •                          | 2ª                         | •                          | ×                          | ×                    | •                    | •                    | •                    | 2ª                   | SF                   | 2ª                   | FG                   | •                    | •                    | FG                   | FG                   | FG                   | •                    | •                    | •                    | 11     |
| Slovacchia         | Parte della Cecoslovacchia | Parte della Cecoslovacchia | Parte della Cecoslovacchia | Parte della Cecoslovacchia | Parte della Cecoslovacchia | Parte della Cecoslovacchia | Parte della Cecoslovacchia | Parte della Cecoslovacchia | Parte della Cecoslovacchia | •                    | •                    | 4ª                   | •                    | •                    | •                    | •                    | •                    | •                    | •                    | •                    | FG                   | •                    | •                    | •                    | FG                   | 3      |
| Slovenia           | Parte della Jugoslavia     | Parte della Jugoslavia     | Parte della Jugoslavia     | Parte della Jugoslavia     | Parte della Jugoslavia     | Parte della Jugoslavia     | Parte della Jugoslavia     | ×                          | ×                          | •                    | •                    | •                    | •                    | •                    | •                    | •                    | •                    | •                    | •                    | •                    | •                    | •                    | FG                   | •                    | FG                   | 2      |
| Spagna             | •                          | •                          | QF                         | 2ª                         | 1ª                         | QF                         | QF                         | •                          | 3ª                         | 2ª                   | 1ª                   | 3ª                   | •                    | •                    | •                    | •                    | FG                   | 1ª                   | 1ª                   | •                    | 2ª                   | 1ª                   | SF                   | 2ª                   | QF                   | 17     |
| Svezia             | •                          | •                          | •                          | •                          | QF                         | •                          | SF                         | 2ª                         | •                          | •                    | QF                   | •                    | •                    | 4ª                   | •                    | •                    | SF                   | •                    | •                    | 1ª                   | FG                   | •                    | •                    | •                    | •                    | 8      |
| Svizzera           | •                          | •                          | •                          | •                          | •                          | •                          | •                          | •                          | •                          | •                    | •                    | •                    | SF                   | FG                   | •                    | •                    | •                    | 2ª                   | •                    | •                    | •                    | •                    | FG                   | QF                   | •                    | 5      |
| Turchia            | •                          | •                          | •                          | •                          | •                          | •                          | •                          | •                          | •                          | •                    | •                    | FG                   | •                    | •                    | •                    | •                    | •                    | •                    | •                    | •                    | •                    | •                    | •                    | •                    | •                    | 1      |
| Ucraina            | Parte dell'URSS            | Parte dell'URSS            | Parte dell'URSS            | Parte dell'URSS            | Parte dell'URSS            | Parte dell'URSS            | Parte dell'URSS            | Parte dell'URSS            | ×                          | •                    | •                    | •                    | •                    | •                    | 2ª                   | •                    | •                    | FG                   | •                    | •                    | •                    | •                    | •                    | SF                   | FG                   | 4      |
| Nazionale          | 1978 (8)                   | 1980 (8)                   | 1982 (8)                   | 1984 (8)                   | 1986 (8)                   | 1988 (8)                   | 1990 (8)                   | 1992 (8)                   | 1994 (8)                   | 1996 (8)             | 1998 (8)             | 2000 (8)             | 2002 (8)             | 2004 (8)             | 2006 (8)             | 2007 (8)             | 2009 (8)             | 2011 (8)             | 2013 (8)             | 2015 (8)             | 2017 (12)            | 2019 (12)            | 2021 (16)            | 2023 (16)            | 2025 (16)            | Totale |

Note
- 1 Include i risultati che rappresentano la Cecoslovacchia.
- 2 Include i risultati che rappresentano la Germania Ovest.
- 3 Include i risultati che rappresentano l'Unione Sovietica.
- 4 Include i risultati che rappresentano Jugoslavia e Serbia e Montenegro.

## Prestazione della squadra ospitante
| Anno | Paese ospitante | Risultato        |
| ---- | --------------- | ---------------- |
| 1994 | Francia         | Semifinali       |
| 1996 | Spagna          | 2º posto         |
| 1998 | Romania         | Quarti di finale |
| 2000 | Slovacchia      | 4º posto         |
| 2002 | Svizzera        | Semifinali       |
| 2004 | Germania        | 1º turno         |
| 2006 | Portogallo      | 1º turno         |
| 2007 | Paesi Bassi     | Campione         |
| 2009 | Svezia          | Semifinali       |
| 2011 | Danimarca       | 1º turno         |
| 2013 | Israele         | 1º turno         |
| 2015 | Rep. Ceca       | 1º turno         |
| 2017 | Polonia         | 1º turno         |
| 2019 | Italia          | 1º turno         |
| 2021 | Ungheria        | 1º turno         |
| 2021 | Slovenia        | 1º turno         |
| 2023 | Romania         | 1º turno         |
| 2023 | Georgia         | Quarti di finale |
| 2025 | Slovacchia      | 1º turno         |

## Premi

### Giocatore del torneo
| Anno | Giocatore            |
| ---- | -------------------- |
| 1978 | Vahid Halilhodžić    |
| 1980 | Anatolij Dem"janenko |
| 1982 | Rudi Völler          |
| 1984 | Mark Hateley         |
| 1986 | Manuel Sanchís       |
| 1988 | Laurent Blanc        |
| 1990 | Davor Šuker          |
| 1992 | Renato Buso          |
| 1994 | Luís Figo            |
| 1996 | Fabio Cannavaro      |
| 1998 | Francesc Arnau       |
| 2000 | Andrea Pirlo         |
| 2002 | Petr Čech            |
| 2004 | Alberto Gilardino    |
| 2006 | Klaas-Jan Huntelaar  |
| 2007 | Royston Drenthe      |
| 2009 | Marcus Berg          |
| 2011 | Juan Mata            |
| 2013 | Thiago Alcántara     |
| 2015 | William Carvalho     |
| 2017 | Dani Ceballos        |
| 2019 | Fabián Ruiz          |
| 2021 | Fábio Vieira         |
| 2023 | Anthony Gordon       |
| 2025 | Harvey Elliott       |

### Miglior marcatore
| Anno | Giocatore                              | Reti |
| ---- | -------------------------------------- | ---- |
| 1978 | Vahid Halilhodžić                      | 6    |
| 1980 | Anatolij Dem"janenko                   | 3    |
| 1982 | Pierre Littbarski                      | 6    |
| 1984 | Mark Hateley                           | 6    |
| 1986 | Gianluca Vialli                        | 4    |
| 1988 | Aristeidīs Karasavvidīs                | 5    |
| 1990 | Davor Šuker Andrij Sydel'nykov         | 4    |
| 1992 | Renato Buso                            | 3    |
| 1994 | João Pinto                             | 3    |
| 1996 | Raúl                                   | 3    |
| 1998 | Nikos Liberopoulos Steffen Iversen     | 3    |
| 2000 | Andrea Pirlo                           | 3    |
| 2002 | Massimo Maccarone                      | 3    |
| 2004 | Alberto Gilardino Johan Elmander       | 4    |
| 2006 | Klaas-Jan Huntelaar                    | 4    |
| 2007 | Maceo Rigters                          | 4    |
| 2009 | Marcus Berg                            | 7    |
| 2011 | Adrián López Álvarez                   | 5    |
| 2013 | Álvaro Morata                          | 4    |
| 2015 | Jan Kliment                            | 3    |
| 2017 | Saúl Ñíguez                            | 5    |
| 2019 | Luca Waldschmidt                       | 7    |
| 2021 | Lukas Nmecha                           | 4    |
| 2023 | Sergio Gómez Abel Ruiz Heorhij Sudakov | 3    |
| 2025 | Nick Woltemade                         | 6    |

### La squadra migliore di tutti i tempi del torneo Under-21[4]
| Portiere     | Difensori                                                          | Centrocampisti                             | Attaccanti           |
| ------------ | ------------------------------------------------------------------ | ------------------------------------------ | -------------------- |
| Manuel Neuer | Branislav Ivanović Mats Hummels Alessandro Nesta Giorgio Chiellini | Frank Lampard Andrea Pirlo Xavi Mesut Özil | Francesco Totti Raúl |